# Diego Manuel Chamorro Bolaños
Diego Manuel Chamorro Bolaños (1861-1923) foi presidente da Nicarágua entre 1921 e sua morte, em 12 de outubro de 1923.